# Castel Condino
Castello Tesino là một đô thị ở tỉnh Trento ở vùng Trentino-Alto Adige/Südtirol của Ý, tọa lạc cách 40 km về phía đông của Trento. Tại thời điểm ngày 31 tháng 12 năm 2004, đô thị này có dân số 1.443 người và diện tích là 112,7 km².
Đô thị Castello Tesino có các frazioni (đơn vị trực thuộc, chủ yếu là các làng) Coronini, Lissa and Roa.
Castello Tesino giáp các đô thị: Canal San Bovo, Pieve Tesino, Scurelle, Cinte Tesino, Lamon, Grigno, và Arsiè.